# ŽNK Krka
ŽNK Krka – kobiecy klub piłkarski z Novego Mesta w Słowenii. Drużyna została założona w 1998 roku. Do największych sukcesów zespołu należy zdobycie mistrzostwa Słowenii w sezonach 2002/2003, 2003/2004, 2004/2005, 2006/2007, 2007/2008, 2008/2009, 2009/2010 i 2010/2011, a także Pucharu Słowenii w sezonach 2003/2004, 2005/2006, 2007/2008, 2008/2009 oraz 2009/2010.